# Robert Stoller
Robert Jesse Stoller (Crestwood, Nueva York 15 de diciembre de 1924 - Los Ángeles, California 6 de septiembre de 1991), fue profesor estadounidense de psiquiatría en la Facultad de Medicina de la UCLA e investigador de la Clínica de Identidad de Género de la UCLA. 
Tuvo entrenamiento psicoanalítico en la Sociedad e Instituto Psicoanalítico de Los Ángeles de 1953 a 1961 con análisis de Hanna Fenichel.
Fue autor de nueve libros, coautor de otros tres y editor de más de 115 artículos.
Stoller es conocido por sus teorías sobre el desarrollo de la identidad de género y la dinámica de la excitación sexual. En Sex and Gender (1968), Stoller articula un desafío a la creencia de Freud en la bisexualidad biológica. Basándose en su extensa investigación con transexuales y en nuevos avances en la ciencia del sexo, Stoller avanza su creencia en "Feminidad primaria", la orientación inicial de ambos tejidos biológicos y la identificación psicológica hacia el desarrollo femenino. Esta fase temprana, no conflictiva, contribuye a una identidad de género femenina central tanto en niños como en niñas a menos que haya una fuerza masculina para interrumpir la relación simbiótica con la madre.
Stoller identifica tres componentes en la formación de la identidad de género central, un sentido innato e inmutable de masculinidad o feminidad generalmente consolidado para el segundo año de vida:
- Influencias biológicas y hormonales;
- Asignación de sexo en el nacimiento, e
- Influencias ambientales y psicológicas con efectos similares a la impronta.

Stoller afirma que las amenazas a la identidad de género central son como amenazas para sentirse a sí mismo y resultar en las defensas conocidas como las perversiones.
En su contribución más notable, Perversión (1975), Stoller intenta iluminar la dinámica de la perversión sexual que él lucha valientemente para normalizar. Stoller sugiere que la perversión inevitablemente implica una expresión de agresión inconsciente en forma de venganza contra una persona que, en los primeros años, hizo alguna forma de amenaza a la identidad de género central del niño, ya sea en forma de trauma manifiesto o por las frustraciones del Conflicto edípico.
En Sexual Excitement (1979), Stoller encuentra la misma dinámica perversa en el trabajo en toda excitación sexual en un continuo que va desde la agresión abierta a la fantasía sutil. Al centrarse en la fantasía inconsciente, y no en el comportamiento, Stoller proporciona una forma de analizar la dinámica mental de la sexualidad, lo que él llama "erótica", mientras que al mismo tiempo deja de enfatizar la patología de cualquier forma particular de comportamiento. Stoller no considera la homosexualidad como un comportamiento monolítico, sino más bien como una gama de estilos sexuales tan diversos como la heterosexualidad.
Menos conocida es la contribución de Stoller para hacer del psicoanálisis una herramienta de investigación legítima a través de la publicación de los datos del analista: notas literales y transcripciones de entrevistas. Stoller combina el trabajo del etnógrafo y el analista como un medio para producir datos psicológicos científicamente válidos. Muchos de los libros de Stoller, como Splitting (1973), están dedicados a la documentación de las entrevistas en las que basó su investigación.
Stoller murió en un accidente de tráfico cerca de su casa.

### El transexual verdadero y transexual falso
El psiquiatra tuvo un gran impacto en la forma en que las personas trans han sido diagnosticadas desde una noción patológica en el campo de la psiquiatría. A partir de la publicación de su libro Sex and Gender (1968), trata de determinar con suma precisión un diagnóstico de la transexualidad que lo diferenciaba del travestismo, declarando una forzosa correspondencia entre las personas trans con una genitalidad contraria a la que nacieron:
La convicción de un sujeto, biológicamente normal, de pertenecer al otro sexo. En el adulto, a esta creencia le acompaña en nuestros días la demanda de intervención quirúrgica y endocrinológica para modificar la apariencia anatómica en el sentido del otro sexo.
Robert Stoller, 1968
En este sentido, toda investigación científica desde el giro médico sobre las personas trans se centró en una clasificación binaria, primero entre trasvestis y transexuales, para después traducir esta noción a una supuesta legitimidad por el deseo de una intervención quirúrgica donde se clasificaba al transexual verdadero (aquel que deseaba la cirugía) y el falso (para quien no la desea).